# La Mine perdue (téléfilm)
Pour la nouvelle, voir La Mine perdue.
La Mine perdue (The Lost Mine) est un téléfilm britannique de la série télévisée Hercule Poirot, réalisé par Edward Bennett, sur un scénario de Michael Baker et David Renwick, d'après la nouvelle La Mine perdue, d'Agatha Christie.
Ce téléfilm, qui constitue le 13e épisode de la série, a été diffusé pour la première fois le 21 janvier 1990 sur le réseau d'ITV.

## Intrigue
Le directeur de la banque de Londres doit acheter une carte d'une mine d'argent en Birmanie mais le porteur, un homme d'affaires chinois, a disparu. Il engage donc Poirot pour retrouver le Chinois et la carte. Un homme d'affaires américain devient le suspect numéro 1 de la police alors que leurs investigations les emmènent dans les rues du quartier chinois de Londres. Mais pour Poirot, tout est trop simple.

## Fiche technique
- Titre français : La Mine perdue
- Titre original : The Lost Mine
- Réalisation : Edward Bennett
- Scénario : Michael Baker et David Renwick, d'après la nouvelle La Mine perdue (1923) d'Agatha Christie
- Décors : Rob Harris
- Costumes : Sharon Lewis
- Photographie : Ivan Strasburg
- Montage : Derek Bain
- Musique originale : Christopher Gunning
  - Musique additionnelle : Fiachra Trench
- Casting : Lucy Abercrombie et Rebecca Howard
- Production : Brian Eastman
  - Production déléguée : Nick Elliott
- Sociétés de production : Picture Partnership Productions, London Weekend Television
- Pays d'origine :  Royaume-Uni
- Langue originale : Anglais
- Genre : Policier
- Durée : 50 minutes
- Ordre dans la série : 13e - (3e épisode de la saison 2)
- Première diffusion : 
  -  Royaume-Uni : 21 janvier 1990 sur le réseau d'ITV

## Distribution
- David Suchet (VF : Roger Carel) : Hercule Poirot
- Hugh Fraser (VF : Jean Roche) : Capitaine Arthur Hastings
- Philip Jackson (VF : Claude d'Yd) : Inspecteur-chef James Japp
- Pauline Moran (VF : Laure Santana) : Miss Felicity Lemon
- Anthony Bate : Lord Pearson
- Colin Stinton : Charles Lester
- Barbara Barnes : Mme Lester
- James Saxon : Reggie Dyer
- Vincent Wong : le chinois
- Richard Albrecht : un employé de l'hôtel
- John Cording : Jameson
- Gloria Connell : Miss Devenish
- Julian Firth : un caissier de la banque
- Peter Barnes : Wilkins
- Hi Ching : Chow Feng
- Ozzie Yue : le directeur du restaurant
- Chris Walker : un 1er officier de police
- Joe Frazer : un 2e officier de police
- Daryl Kwan : un gentleman asiatique
- Susan Leong : une prostituée chinoise